# Marcela Bonfim
Marcela Bonfim (Jaú,  São Paulo, 1983) é uma fotógrafa brasileira, radicada em Porto Velho, Rondônia.
Criou o projeto (Re)conhecendo a Amazônia Negra: povos, costumes e influências negras na floresta. Estreada em 2016, a exposição de fotografias viajou por 13 estados brasileiros durante quatro anos e visava não apenas falar sobre a negritude da Amazônia, mas também propor novas formas de enxergar o corpo negro. As fotos foram tiradas em Porto Velho e em comunidades quilombolas, mais precisamente as do Vale do Guaporé.
Bonfim pretende lançar seu primeiro livro, As imagens invisíveis da cor. É também poetisa e cantora.

## Biografia
Nascida em Jaú, no interior de São Paulo, estudou em escolas particulares, onde percebeu um ambiente distante de sua realidade. Marcela entendeu que teria que ser cem vezes melhor do que os outros para ser reconhecida, isto é, para compensar o preconceito.
Ao concluir o ensino médio, Marcela se mudou para a capital paulista e, diferentemente dos seus colegas, precisou se virar. Após se formar em economia pela PUC, em 2008, Marcela passou um ano sem conseguir emprego na área e teve que trabalhar em um callcenter. Por essa ocasião, começou a questionar a ideia de meritocracia.
Depois, Bonfim recebeu um convite para trabalhar na área financeira de uma empresa em Porto Velho, Rondônia. Após dois anos, comprou sua primeira câmera semiprofissional e começou a registrar a cultura e religiosidade local, incluindo povos barbadianos (povos afro-caribenhos) e comunidades quilombolas. Segundo Marcela, um fator crucial para a realização do projeto é que as pesquisas e registros sobre essas comunidades normalmente se concentram nas particularidades e características do Nordeste, Centro e Sul do Brasil, sem dar muito destaque à região Norte. Bonfim vive na capital rondoniense desde 2010.

## Prêmios
Bonfim foi uma das vencedoras do Prêmio PIPA 2021, famoso por selecionar artistas contemporâneos com a carreira em ascensão. Nesta edição, o prêmio contemplou outros artistas como Castiel Vitorino Brasileiro, Denilson Baniwa, Ilê Sartuzi e Ventura Profana. No ano seguinte, foi uma das mulheres finalistas do 16º Troféu Mulher Imprensa.

## Contexto: chegada dos negros na Amazônia
A partir de 1870, durante os ciclos da mineração e da exploração da borracha, houve um aumento significativo da migração de pessoas negras para a região amazônica. Durante as duas primeiras décadas do século XX, muitos afro-caribenhos vindos de Barbados e outras partes do Caribe chegaram à região para trabalhar como mão de obra qualificada na construção da estrada de ferro Madeira-Mamoré. Antes disso, nos séculos XVIII e XIX, pessoas escravizadas de Vila Velha da Santíssima Trindade, que hoje faz parte do atual estado de Mato Grosso, migraram para as terras que agora fazem parte do território de Rondônia.